# Mica (Cluj)
Pour les articles homonymes, voir Mica (homonymie).
Mica est une commune de Transylvanie, en Roumanie, dans le județ de Cluj. Elle est composée des villages Mica, Dâmbu Mare, Mănăstirea, Nireș, Sânmărghita, Valea Cireșoii, Valea Luncii. Elle abrite le Château de Kornis.